# Адрастея (богиня)
Адрасте́я (грец. Ἀδράστεια, іон. Ἀδρήστεια — неминуча) — богиня фригійського походження, яка ототожнювалася спочатку з Великою матір'ю богів, яка виховала Зевса (Кібелою, Реєю тощо), а пізніше — з Немесідою, Діке богинею помсти.
На честь Адрастеї названо один із супутників Юпітера і астероїд.
Як стверджує міф, Адрастея була призначена Реєю доглядати за дитиною (Зевсом), яку слід приховувати від батька (Кроноса), який хоче Зевса вбити. Імре Тренчені-Вальдапфель стверджує, що Зевс народився в критській печері гори Дікте (вона ж Печера Психро) і була під опікою двох німф, що мешкали на горі. Інші джерела підтверджують, що не тільки Адрастея доглядала Зевса, але їй допомагала і сестра Іда (Ідая).